# Barbara Welzel
Barbara Welzel (* 1961) ist eine deutsche Kunsthistorikerin und Hochschullehrerin.

## Werdegang
Nach einem Studium der Kunstgeschichte, Musikwissenschaft und Philosophie an den Universitäten Bochum und Berlin wurde sie 1989 an der Freien Universität promoviert. 1986 bis 1990 war sie als Museumspädagogin an verschiedenen Berliner Museen tätig. 1991 bis 1998 war sie Assistentin am Kunsthistorischen Institut der Universität Marburg, wo sie sich 1997 habilitierte. 2001 wurde sie Professorin für Kunstgeschichte und Kulturelle Bildung an der Technischen Universität Dortmund.
Hier forscht und publiziert sie vor allem zu niederländischer und deutscher Kunst des 15. bis 17. Jahrhunderts, Kulturtransfer, regionaler Kunstgeschichte sowie Kunst- und Kulturvermittlung unter interkultureller Perspektive.

## Veröffentlichungen (Auswahl)
- Abendmahlsaltäre vor der Reformation. Mann, Berlin 1991.
- Tilman Riemenschneider und das Bildprogramm des Heiligblut-Altares in Rothenburg o. T. In: Hartmut Krohm, Eike Oellermann (Hrsg.): Flügelaltäre des späten Mittelalters. Reimer, Berlin 1992, S. 198–209.
- mit Birgit Franke (Hrsg.): Die Kunst der burgundischen Niederlande. Eine Einführung. Reimer, Berlin 1997.
- Bildnis – Schenkung – Territorium. Zum Reliquiar Karls des Kühnen von Gérard Loyet. In: Christiane Kruse, Felix Thürlemann (Hrsg.): Porträt – Landschaft – Interieur. Jan van Eycks Rolin-Madonna im ästhetischen Kontext (= Literatur und Anthropologie. Band 4). Narr, Tübingen 1999, S. 203–217.
- Ausstattung für Sakramentsliturgie und Totengedenken. Die Sakramentsbruderschaft in der St. Pieterskerk zu Löwen. In: Nicolas Bock (Hrsg.): Kunst und Liturgie im Mittelalter (= Römisches Jahrbuch der Bibliotheca Hertziana. Band 33). Hirmer, München 2000, S. 177–189.
- mit Thomas Lentes (Hrsg.): Das „Goldene Wunder“ in der Dortmunder Petrikirche. Bildgebrauch und Bildproduktion im Mittelalter (= Dortmunder Mittelalter-Forschungen. Band 2). Verlag für Regionalgeschichte, Bielefeld 2003.
- mit Thomas Schilp (Hrsg.): Dortmund und Conrad von Soest im spätmittelalterlichen Europa (= Dortmunder Mittelalter-Forschungen. Band 3). Verlag für Regionalgeschichte, Bielefeld 2004.
- (Hrsg.): Altes Gold in neuer Pracht. Das „Goldene Wunder“ in der Dortmunder Petrikirche (= Dortmunder Mittelalter-Forschungen. Band 9). Verlag für Regionalgeschichte, Bielefeld 2006.
- mit Matthias Ohm, Thomas Schilp (Hrsg.): Ferne Welten – freie Stadt. Dortmund im Mittelalter (= Dortmunder Mittelalter-Forschungen. Band 7). Verlag für Regionalgeschichte, Bielefeld 2007.
- mit Thomas Schilp (Hrsg.): Dortmund und die Hanse. Fernhandel und Kulturtransfer (= Dortmunder Mittelalter-Forschungen. Band 15). Verlag für Regionalgeschichte, Bielefeld 2012.
- mit Jens Lieven, Michael Schlagheck (Hrsg.): Netzwerke der Memoria. Essen 2013.
- mit Esther Meier, Niklas Gliesmann (Hrsg.): St. Viktor in Schwerte und seine Kunstwerke (= Ars ecclesia. Band 6). Ilmtal-Weinstraße 2019.
- mit Esther Meier, Niklas Gliesmann (Hrsg.): 500 Jahre vor Ort. Das Antwerpener Retabel in St. Viktor Schwerte. Reimer, Berlin 2023.